# HIST1H1A
HIST1H1A‏ (Histone cluster 1 H1 family member a) هوَ بروتين يُشَفر بواسطة جين HIST1H1A في الإنسان.